# Chan Putum

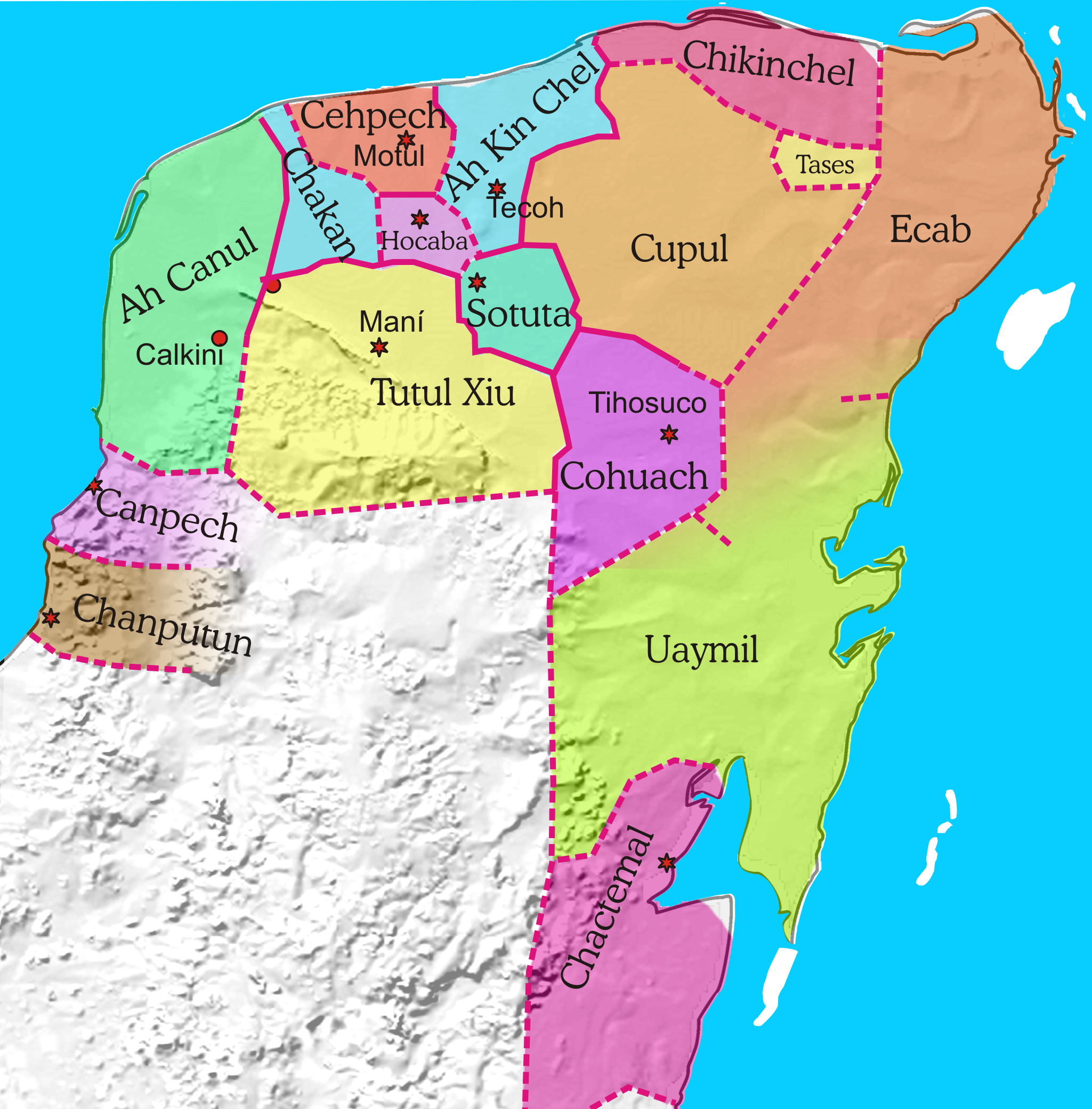
Politische Gliederung Yucatáns um 1500

Chan Putum, auch Chakán Putum, Chakanputún oder Champotón, war ein Fürstentum (Mayathan: cuchcabal) der Maya auf Yucatán während der Postklassik, das bis in die Zeit der Konquista Bestand hatte.

## Beschreibung und Geschichte
Der Name Chakán bedeutet im Deutschen Savanne; Putum wird als Bezugnahme auf bzw. Abwandlung von Petén ausgelegt.
Die Jurisdiktion Chan Putum befand sich an der Golfküste im Südwesten Yucatáns zu beiden Ufern des Rio Chamoton innerhalb des heutigen mexikanischen Bundesstaats Campeche. Das Territorium stellte gleichzeitig den südwestlichsten Siedlungsraum der yucatekischen Maya dar. Im Norden grenzte es an Chanpech im Südwesten und Süden an die Siedlungsgebiete und Fürstentümer der Chontal-, Acalán- und Putún Maya, mit denen rege Handelsbeziehungen gepflegt wurden. Die Ausbreitung des Gebietes nach Osten ist spekulativ und nicht gesichert.
Die Geschichte Chan Putums reicht weit zurück. Bereits im 6. Jahrhundert soll die Hauptstadt Champotón von den Itzá auf ihrem Weg nach Norden gegründet worden sein. Im Jahr 928 sollen die Xiu die Itzá aus Chan Putum vertrieben haben. Als eigenständiges Territorium wird Chan Putum dann erst wieder nach dem Untergang von Ich Paa bzw. der sogenannten Liga von Mayapán im Jahre 1441 angenommen. Eine weitere größere Stadt war das zentral gelegene Sihochac (auch Tichac). Eine der wichtigsten verehrten Gottheiten war Kukulcan.
Im 16. Jahrhundert wurde die Jurisdiktion durch einen Halach Huinik, also zentral und absolut regiert. Als im Jahre 1517 Francisco Hernández de Córdoba in Champotón landete, stellten sich die Maya unter ihrem Halach Huinik Moch Couoh entgegen. Bei der sehr blutig geführten Auseinandersetzung wurde Córdoba verletzt. 1518 landete Juan de Grijalva, der sich erneut mit Moch Couoh konfrontiert sah. Auch dieses für beide Seiten sehr verlustreiche Zusammentreffen endete mit dem Rückzug der Spanier. Moch Couoh aber wurde ebenfalls tödlich verwundet. 1531 soll Champotón über 8000 Steinhäuser und eine Flotte von ca. 2000 Booten verfügt haben. Auch Montejo hatte Schwierigkeiten, in Chan Putum Fuß zu fassen. Der Adel, allen voran die Batab, stellten sich ihm immer wieder auf Neue entgegen und verwickelten die Spanier in verlustreiche Kämpfe. 1538 gründete er den Ort San Pedro de Champotón, der Ort musste unter dem Druck der Maya wieder geräumt werden. Erst seinem gleichnamigen Sohn gelang es ab 1540, die Eroberung abzuschließen.